# ARA Nueve de Julio (C-5)
Нуэ́ве де Ху́лио (исп. ARA Nueve de Julio (C-5), «9 июля») — аргентинский лёгкий крейсер типа «Бруклин». Бывший американский крейсер «Бойсе», участвовавший во Второй мировой войне.

## История службы
Куплен у США 11 января 1951 года за 7,8 млн долларов в рамках «Договора о взаимном обеспечении безопасности». В 1960-х прошёл модернизацию, в ходе которой получил голландское радиоэлектронное оборудование. В начале 70-х вместе с однотипным «Бельграно» и лёгким крейсером «Ла Архентина» входил в состав крейсерской эскадры Аргентины.
Крейсер участвовал в «Освободительной революции» 16 сентября 1955 года — государственном перевороте, свергнувшем Хуана Доминго Перона. В ходе тех событий, подверг артиллерийскому обстрелу нефтехранилища и военные объекты в городе Мар-дель-Плата. В Ла-Плате сторонникам Перона был предъявлен ультиматум, который позже был принят.
15 марта 1956 года, во время манёвров аргентинского флота, «Нуэве де Хулио» столкнулся с крейсером «Бельграно». Оба крейсера получили повреждения. Ремонт занял несколько месяцев.
Совершил множество учебных походов, посетил порты Эквадора, Уругвая, Чили, Фолклендские острова. В 1978 году был выведен из состава флота. Общественностью города Браунсвилл (штат Техас, США) планировалось превратить его в плавучий Музей Войны, но в итоге эти планы осуществлены не были. Списан в 1979, разобран на металл в 1983 в Японии.